# Резня в Эйршире
Резня в Эйршире (англ. Barns of Ayr) — эпизод шотландской истории, массовое убийство вождей шотландских кланов, произошедшее в Казармах Эйра, в Эйршире. Версия этого инцидента появляется в фильме «Храброе сердце».
По словам Слепого Гарри, несколько шотландских баронов Эйршира были повешены англичанами, включая сэра Рональда Кроуфорда Шерифа Эйра, сэра Брайа Блэра из Блэра, сэра Нила Монтгомери из Кассиллиса, Кристалла Сетона и сэра Хью Монтгомери. В отместку Уильям Уоллес сжёг казармы с англичанами внутри.
Несмотря на то что позднее этот инцидент и описывается в поэме Барбура «Брюс» и там указывается, что «сэр Ранальд из Крауфорда и сэр Брайс Блэр были повешены в амбаре в Эйре», из контекста подразумевается, что это произошло скорее всего уже после казни Уоллеса .